# Palatul Facultății de Medicină din București

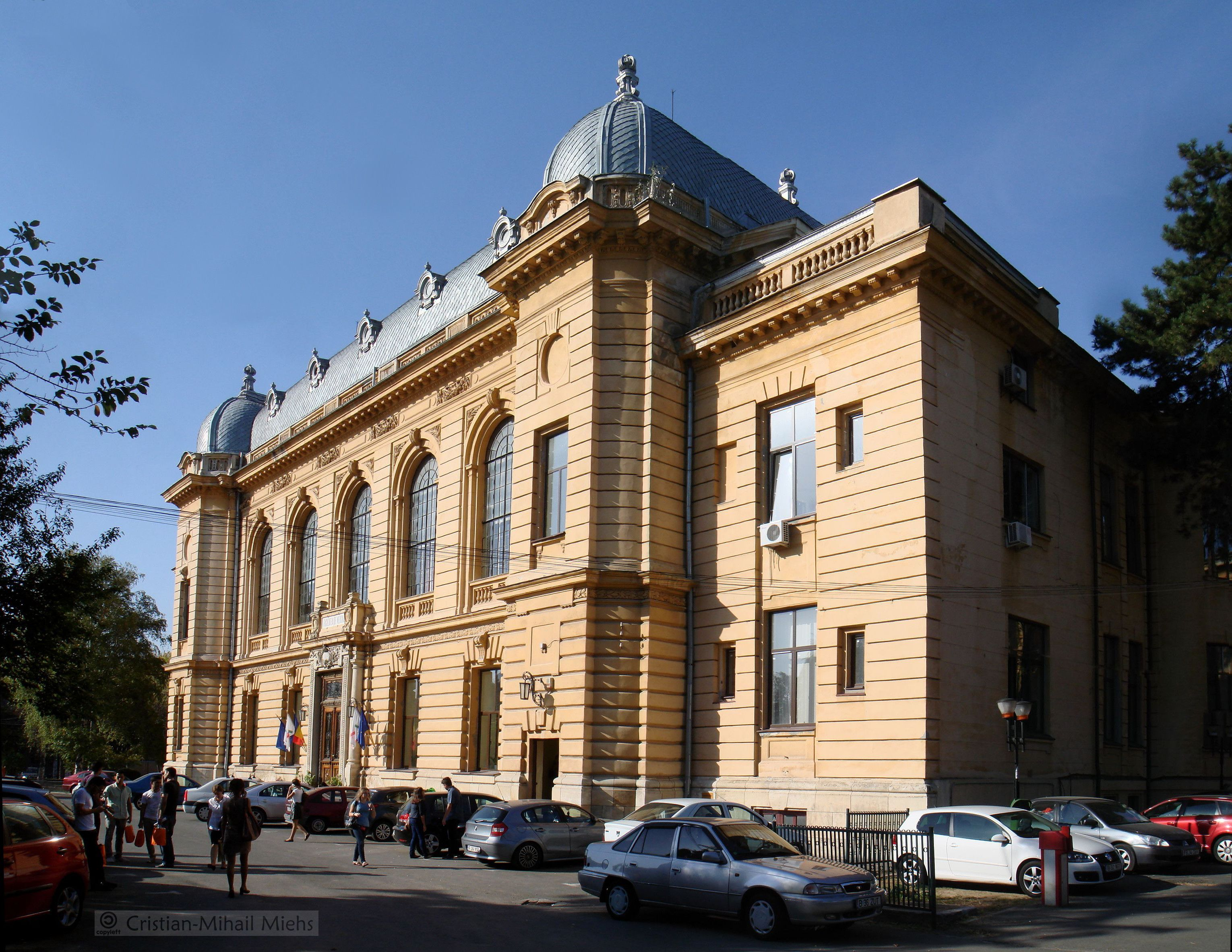
Palatul Facultății de Medicină din București, intrarea laterală

Palatul Facultății de Medicină este o clădire construită în stil neoclasic francez, amplasată în Sectorul 5 al municipiului București, în apropierea Spitalului Universitar, găzduiește Universitatea de Medicină și Farmacie Carol Davila din București. Clădirea a fost construită în 1902 după un proiect realizat de arhitectul elvețian Louis Pierre Blanc și a fost dată în folosință în data de 12 octombrie 1903.
Subsolul, construit din piatră, este soclul pe care este ridicată clădirea formată din 3 etaje. Fațada principală, simetrică, este formată dintr-un parter înalt în apareiaj, în care pot fi observate ferestrele în arc de cerc. Corpul central, construit în rezalit și înălțat față de cornișa generală, prezintă o colonadă și un fronton bogat ornat. Colțurile fațadei, scoase în față, adăpostesc scările care permit accesul spre etajele superioare. Fațada dinspre parcul din curtea palatului este desfășurată simetric față de cele două volume masive din capetele acoperite cu cupole și prezintă cinci arce în plin cintru. Intrarea principală prezintă și un portal din piatră sculptată.
Statuia dr. Carol Davila, din fața intrării principale, este opera lui Carol Storck și a fost turnată în bronz în atelierele Școlii de arte si meserii din București. Ideea ridicării unei statui a lui Carol Davila a fost exprimată pentru prima dată în cadrul primului congres național de medicină, desfășurat la București în octombrie 1884. Statuia a fost dezvelită în ziua în care a fost inaugurat palatul.
Construcția a însemnat un pas înainte important în evoluția învățământului medical românesc, noua clădire prin spațiul pe care îl punea la dispoziție, a permis o mai bună organizare și desfășurare a actului educațional medical. 
La început clădirea a fost și sediul Facultății de Farmacie, în prezent Facultatea de Farmacie își are sediul în strada Traian Vuia.
Clădirea este înscrisă în Lista monumentelor istorice din București, sector 5 cu cod LMI B-II-m-A-18706.